# Papaveroideae
Papaveroideae es una subfamilia de plantas de la familia Papaveraceae, tiene las siguientes tribus y géneros:
- Tribu: Eschscholzieae Baill., 1871

- Dendromecon Benth., 1834. California.
- Eschscholzia Cham., 1820. Norteamérica occidental.
- Hunnemannia Sweet, 1828. México oriental.

- Tribu: Chelidonieae Dumort., 1827

- Bocconia L., 1753. América central y meridional, Antillas.
- Chelidonium L., 1753. Eurasia.
- Dicranostigma Hook.f. & Thomson, 1855. Asia central.
- Glaucium Mill., 1754. Europa a Asia central.
- Eomecon Hance, 1884. China oriental.
- Hylomecon Maxim., 1859. Asia oriental.
- Macleaya R. Br., 1826. Asia oriental.
- Sanguinaria L., 1753. Norteamérica oriental.
- Stylophorum Nutt., 1818. Norteamérica oriental, Asia oriental.

- Tribu: Platystemoneae Spach, 1838

- Hesperomecon Greene, 1903. Norteamérica occidental.
- Meconella Nutt., 1838. Norteamérica occidental.
- Platystemon Benth., 1834. Norteamérica occidental.

- Tribu: Papavereae Dumort., 1827

- Arctomecon Torr. & Frém., 1845. Norteamérica occidental.
- Argemone L., 1753. Norteamérica, Antillas, América central y meridional, Hawaii.
- Canbya Parry, 1877. Norteamérica occidental.
- Meconopsis Vig., 1814. Asia central meridional, Europa occidental. Parafilético .
- Papaver L., 1753. Hemisferio norte, Sudáfrica, Cabo Verde. Polifilético .
- Roemeria Medik., 1792. Región mediterránea, sudoeste de Asia.
- Romneya Harv., 1845. California.
- Stylomecon G. Taylor, 1930. California.

- Datos: Q596716
- Multimedia: Papaveroideae / Q596716
- Especies: Papaveroideae